# Boeing F3B
Cet appareil ne doit pas être confondu avec le F-3B, sigle qui a désigné le chasseur à réaction embarqué McDonnell F3H Demon des années 1950 après le changement en 1962 du système de désignation des aéronefs de la United States Navy
Le Boeing F3B est un avion militaire de l'entre-deux-guerres biplan qui a servi comme chasseur bombardier embarqué dans la United States Navy de 1928 à 1932. Il a succédé au Boeing F2B et a été suivi par le Boeing F4B.

## Conception
Conçu à partir du prototype d'hydravion modèle 74 en vue de remplacer le F2B, le F3B avait à l'origine les mêmes ailes que son prédécesseur. mais avant que ce modèle n'entre en production, son envergure fut agrandie pour améliorer ses performances à haute altitude. Par rapport à son prédécesseur, le F3B se caractérisait par un fuselage rallongé, un empennage et un train d'atterrissage transformés, et une voilure de plus grande envergure dont le plan supérieur accusait une légère flèche. Le prototype de cet appareil, désigné modèle 77, effectua son vol initial en février 1928 et afficha d'emblée de bonnes performances. 
La United States Navy passa immédiatement commande de 74 avions de série, sous la désignation de F3B-1, suivant son système en vigueur à l'époque :
- F pour Fighter (chasseur) ;

- B pour le constructeur Boeing ;

- et 3 car c'était le troisième avion de ce type que la United States Navy achetait à ce constructeur.

Il était armé de deux mitrailleuses, une de calibre .50 (12,7 mm en mesures européennes) et une de calibre .30 (7,62 mm). Sa charge offensive se composait de 5 bombes de 11 kg.

## Engagements
Le F3B entra en service en août 1928 dans les squadrons de chasse VF-2B, VF-3B, et de bombardement VB-1B et VB-2B, embarqués sur les trois premiers porte-avions de la United States Navy : USS Langley (CV-1), USS Lexington (CV-2) et USS Saratoga (CV-3).
Son retrait du service eut lieu en 1932, à l'arrivée de son successeur le Boeing F4B.